# 野崎純平
野崎　純平（のざき じゅんぺい、1990年3月8日 - ）は、日本の俳優。血液型A型。身長170cm。2011年3月末にジャパンスターズプロダクションとの契約を解除し、現在は無所属で活動中である。

## 経歴
1990年3月8日生まれ。千葉県出身。鎌倉学園高等学校卒業。

### 主な出演
- SURELY SOMEDAY（2009年、小栗旬監督）
- リアル・クローズ（2009年）
- 群狼の伝説（2010年、辻裕之監督） - 山沖 役
- 最後の約束（2010年、フジテレビ）
- 愛のえじき 女教師ハルカの告白（2010年、筒井勝彦監督） - 準主役　土方シンジロー 役
- ゴースト・リベンジャー JK（2010年、前島誠二郎監督） - 準主役　佐久間真一 役
- ヒロミくん！全国総番長への道（2011年、宮坂武志監督） - YO軍団 役
- men's egg Drummers（2011年、山口雄大監督）

## 人物
- 特技はダンス（主にロックダンス）。
- 4歳から地元クラブにてサッカーをやっていた。
- 都内の大学に通う現役大学生である。
- 薬学部の兄がいる。
- 小さい頃から兄を尊敬しサッカーも兄がきっかけで始めた。
- 兄の名前は紘平、大学でのあだ名はジョージである。